# Mirosław Bulzacki
Mirosław Andrzej Bulzacki é um ex-futebolista polonês. Ele competiu na Copa do Mundo FIFA de 1974, sediada na Alemanha, na qual a seleção de seu país terminou na terceira colocação dentre os 15 participantes.